# Gotha WD 9
Die Gotha WD 9 war ein deutsches, maritimes Aufklärungsflugzeug aus der Zeit des Ersten Weltkrieges. Das Kürzel WD steht für „Wasser-Doppeldecker“. Als „bewaffnetes zweisitziges Flugzeug mit einem M-G“ zählte sie nach der Einteilung der Kaiserlichen Marine zur Kategorie der C-Flugzeuge.

## Entwicklung
Die WD 9 wurde 1916 als Aufklärungsflugzeug für die Kaiserliche Marine entwickelt; ein Exemplar wurde gebaut, mit einem 160-PS-Daimler-Motor ausgerüstet und mit der Marinenummer 572 in Dienst gestellt. Als im Verlauf des Krieges für den weiteren Aufbau der osmanischen Marineflieger mehr Seeflugzeuge benötigt wurden, erhielt die Gothaer Waggonfabrik am 28. April 1917 einen Auftrag über weitere neun Flugzeuge. Um die Flugeigenschaften zu verbessern, wurde das Muster überarbeitet; was neben dem Einbau eines anderen Triebwerks noch eine Erhöhung der Spannweite und der Flügelfläche umfasste. Das erste als WD 9a bezeichnete Exemplar wurde dem Seeflugzeug-Versuchskommando (SVK) in Warnemünde am 29. April 1918 zur Erprobung übergeben. Obwohl der verwendete Benz-Motor eine geringere Leistung als sein im Prototyp von 1916 verbauter Vorgänger erbrachte, konnte mit der beim SVK nur als „Türkenflugzeug WD 9“ bezeichneten WD 9a eine bessere Steigleistung bei etwa gleicher Höchstgeschwindigkeit erzielt werden. Die Abnahme wurde am 26. Mai 1918 erfolgreich abgeschlossen und die neun Flugzeuge bis zum Juni des Jahres an die türkische Seite geliefert.

## Technische Daten
| Kenngröße                       | Daten (WD 9)                                              | Daten (WD 9a)                                                        |
| ------------------------------- | --------------------------------------------------------- | -------------------------------------------------------------------- |
| Besatzung                       | 2                                                         | 2                                                                    |
| Spannweite                      | 12,5 (oben)                                               | 15,00 m (oben) 14,00 m (unten)                                       |
| Länge                           | 9,8 m                                                     |                                                                      |
| Höhe                            | 3,8 m                                                     |                                                                      |
| Flügelfläche                    | 42,5 m²                                                   | 51,3 m²                                                              |
| Flächenbelastung                |                                                           | 29,40 kg/m²                                                          |
| Leistungsbelastung              |                                                           | 9,12 kg/PS                                                           |
| Rüstmasse                       | 967 kg                                                    | 1040 kg                                                              |
| Zuladung                        | 505                                                       | 450 kg                                                               |
| Startmasse                      | 1472                                                      | 1490 kg                                                              |
| Antrieb                         | ein wassergekühlter Sechszylinder-Reihenmotor             | ein wassergekühlter Sechszylinder-Reihenmotor                        |
| Luftschraube                    |                                                           | starr, Zweiblatt, Holz Heine (⌀ 2,78 m, {\displaystyle h} 1,75)      |
| Typ                             | Mercedes D III                                            | Benz Bz III                                                          |
| effektive Leistung Nennleistung | 172 PS (127 kW) in Bodennähe 160 PS (118 kW) bei 1420/min | 163,5 PS (120 kW) in Bodennähe 150 PS (110 kW) bei 1420/min          |
| Kraftstoffvorrat                |                                                           | 186 l (131 kg)                                                       |
| Höchstgeschwindigkeit           | 132 km/h                                                  | 136 km/h                                                             |
| Startgeschwindigkeit            |                                                           | 82 km/h                                                              |
| Steigzeit                       | 12,30 auf 1000 m Höhe 36 min auf 2000 m Höhe              | 7,7 min auf 800 m Höhe 10,1 min auf 1000 m Höhe 16,8 auf 1500 m Höhe |
| Flugzeit                        |                                                           | 3½ h                                                                 |
| Startlauf                       |                                                           | 14 s bei 6–8 m/s Wind                                                |
| Bewaffnung                      | ein bewegliches 7,9-mm-MG                                 | ein bewegliches 7,9-mm-MG                                            |